# Illawatura
Illawatura (Tamil: இல்லவதுர, oder Illavatura) ist ein kleines Dorf in der Zentralprovinz von Sri Lanka. Es liegt 6 Kilometer östlich von Gampola und 20 Kilometer südlich von Kandy auf einer Höhe von 476 Metern. Die Bevölkerung besteht hauptsächlich aus Muslimen. Der Fluss Mahaweli fließt durch Illawatura.
Die Illawatura Rahmaniya Muslim Vidyalaya Schule ist die einzige Schule im Illawatura. Die Schule unterrichtet über 100 Studenten. Illawatura liegt über 750 Metern zum Zahira College (Gampola). 